# Chudobín (přírodní památka)
Přírodní památka Chudobín zaujímá prostor kostela sv. Cyrila a Metoděje Československé husitské církve v centru Chudobína, místní části města Litovel. Předmětem ochrany je biotop netopýra velkého (Myotis myotis). Přírodní památka je zároveň evropsky významnou lokalitou. Dlouhodobým cílem péče je zachovat existenci letní kolonie netopýra velkého, počet netopýrů tohoto druhu zde kolísá v rozmezí 1 až 234. Kolonie byla objevena v roce 1999.